# La Mesa, Zapotlanejo
La Mesa är en ort i Mexiko.   Den ligger i kommunen Zapotlanejo och delstaten Jalisco, i den centrala delen av landet, 400 km väster om huvudstaden Mexico City. La Mesa ligger 1 510 meter över havet och antalet invånare är 142.
Terrängen runt La Mesa är kuperad österut, men västerut är den platt. Runt La Mesa är det ganska glesbefolkat, med 47 invånare per kvadratkilometer. Närmaste större samhälle är Tonalá, 14,6 km nordväst om La Mesa. I omgivningarna runt La Mesa växer huvudsakligen savannskog.